# Base J
A base J ou β-DGlucopyranosyloxymethyluracil é uma base nitrogenada hipermodificada que se encontra no ADN de protozoas Kinetoplastea, incluindo o patógeno humano tripanossoma e nalguns flagelados. Foi descoberta em 1993 no Trypanosoma brucei e foi a primeira nucleobase hipermodificada encontrada no ADN eucariótico; desde então foram descobertos noutros Kinetoplastea, como o Leishmania e nalguns flagelados.
Nesses organismos a base J actua como terminação da transcrição para a ARN polimerase II; com a sua eliminação em células nocaute acompanhada de uma massiva leitura previa (read-through) dos sítios de terminação da ARN polimerase II, o que em última análise prova ser letal para a célula.
A base J é sintetizada por meio de uma hidroxilação inicial da timidina, seguida da glicosilação por uma glicosiltransferase ainda não identificada.

Biosíntese da base J. A: timidina hidroxilase; B: beta-glicosiltranferase; 1: dT (desoxitimidina); 2: HOCH3dU; 3: dJ